# Departamento Jurídico XI de Agosto

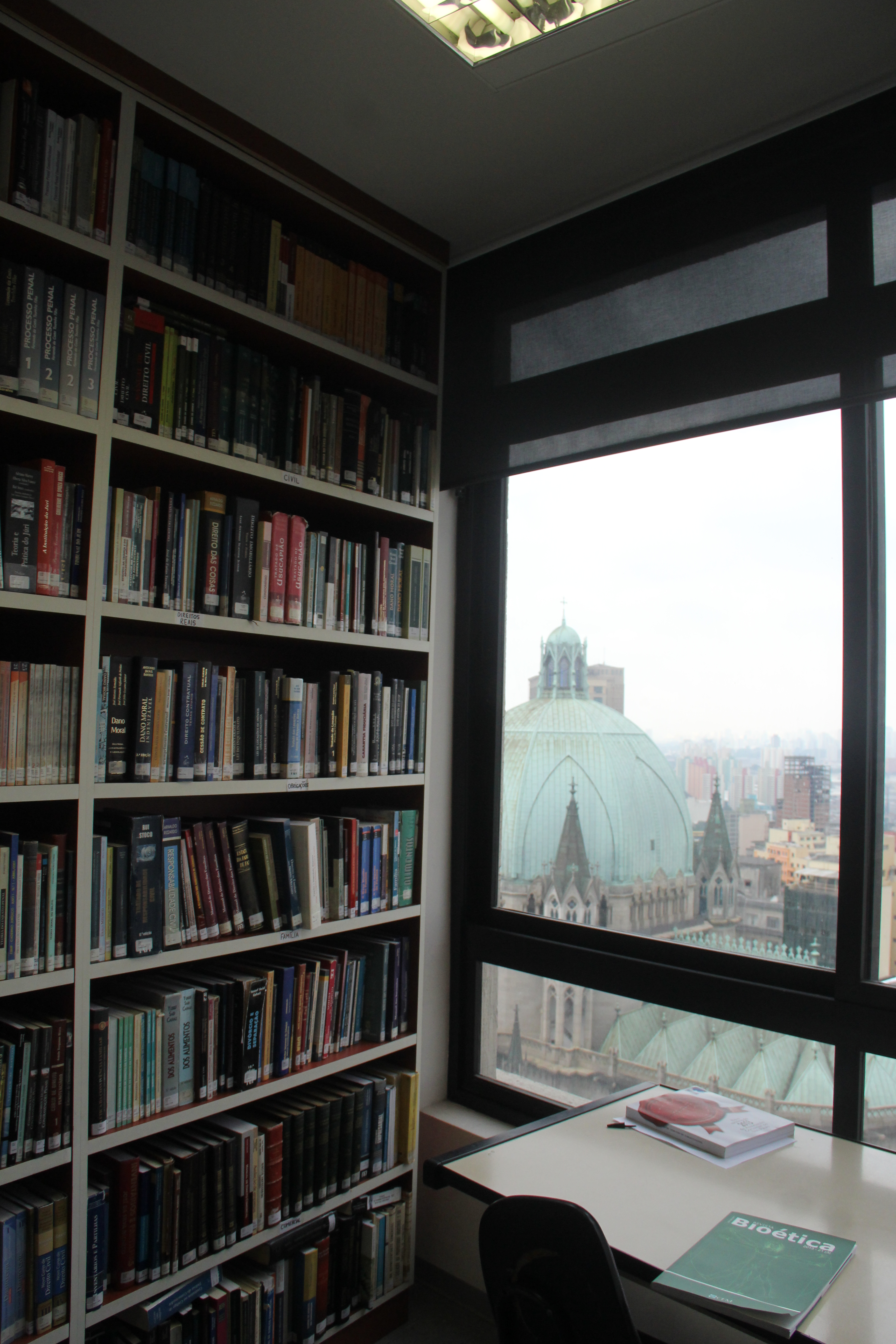
Vista da Biblioteca do Departamento Jurídico XI de Agosto

O Departamento Jurídico “XI de Agosto” (DJ) é uma instituição sem fins lucrativos fundada em 9 de setembro de 1919 pelos estudantes da Faculdade de Direito do Largo São Francisco (posteriormente incorporada à Universidade de São Paulo). Desde então, o DJ atua de forma pioneira na prestação de assistência jurídica e judiciária gratuita à população de baixa renda do município de São Paulo.
Esse trabalho é realizado diretamente pelos acadêmicos da Faculdade de Direito da USP. São atualmente 200 acadêmicos ativos, atuando por meio de prestação consultiva (orientações jurídicas) e contenciosa (atuação em processos judiciais), que trabalham em conjunto com um dedicado corpo de advogados colaboradores, o que resulta em mais de 3 mil causas patrocinadas em juízo e mais de 10 mil atendimentos realizados por ano. Em razão de seu trabalho de relevante impacto social, o DJ é declarado entidade de utilidade pública estadual (Lei nº 3.287/57) e municipal (Decreto nº 3.883/58).

## História
Em 9 de setembro de 1919, surgiu a Assistência Judiciária Acadêmica (AJA), fruto do empenho de alguns acadêmicos da Faculdade de Direito do Largo de São Francisco, que desde 1912 já expressavam o sentimento de criar uma entidade que promovesse o acesso à justiça à população carente da cidade de São Paulo. A AJA foi a primeira entidade paulista a prestar assistência judiciária aos menos favorecidos – a Defensoria Pública do Estado só viria a ser fundada 87 anos depois. Em 1947 a AJA tornou-se o Departamento Jurídico XI de Agosto, e seguiu promovendo o ideal de justiça até hoje empenhado e em 1959, a entidade mudou-se definitivamente para sua própria sede, onde está até os dias de hoje.
O Departamento Jurídico segue cumprindo a missão para a qual foi idealizado há mais de 95 anos: iniciar os estudantes da Faculdade de Direito do Largo de São Francisco na prática da advocacia, ao mesmo tempo em que garante à população carente da cidade de São Paulo acesso gratuito à Justiça. Conhecido por sua história de lutas ao longo de todos esses anos, o Departamento Jurídico XI de Agosto representa uma ferramenta fundamental à consolidação da democracia brasileira em termos materiais, no sentido de canalizar institucionalmente via Poder Judiciário as demandas de pessoas que se veem constantemente excluídas dos meios de formação da vontade pública da sociedade brasileira.
Em sua atuação, a instituição tem buscado se inserir em novas demandas sociais, seja pela via jurisdicional, com especial interesse na proteção de direitos coletivos e transindividuais, seja por mecanismos não-jurisdicionais, como a prevenção de conflitos e a difusão do conhecimento jurídico.

## Atuação- papel fundamental no acesso à justiça e na defesa dos direitos humanos na maior cidade do país

### Orientação Jurídica

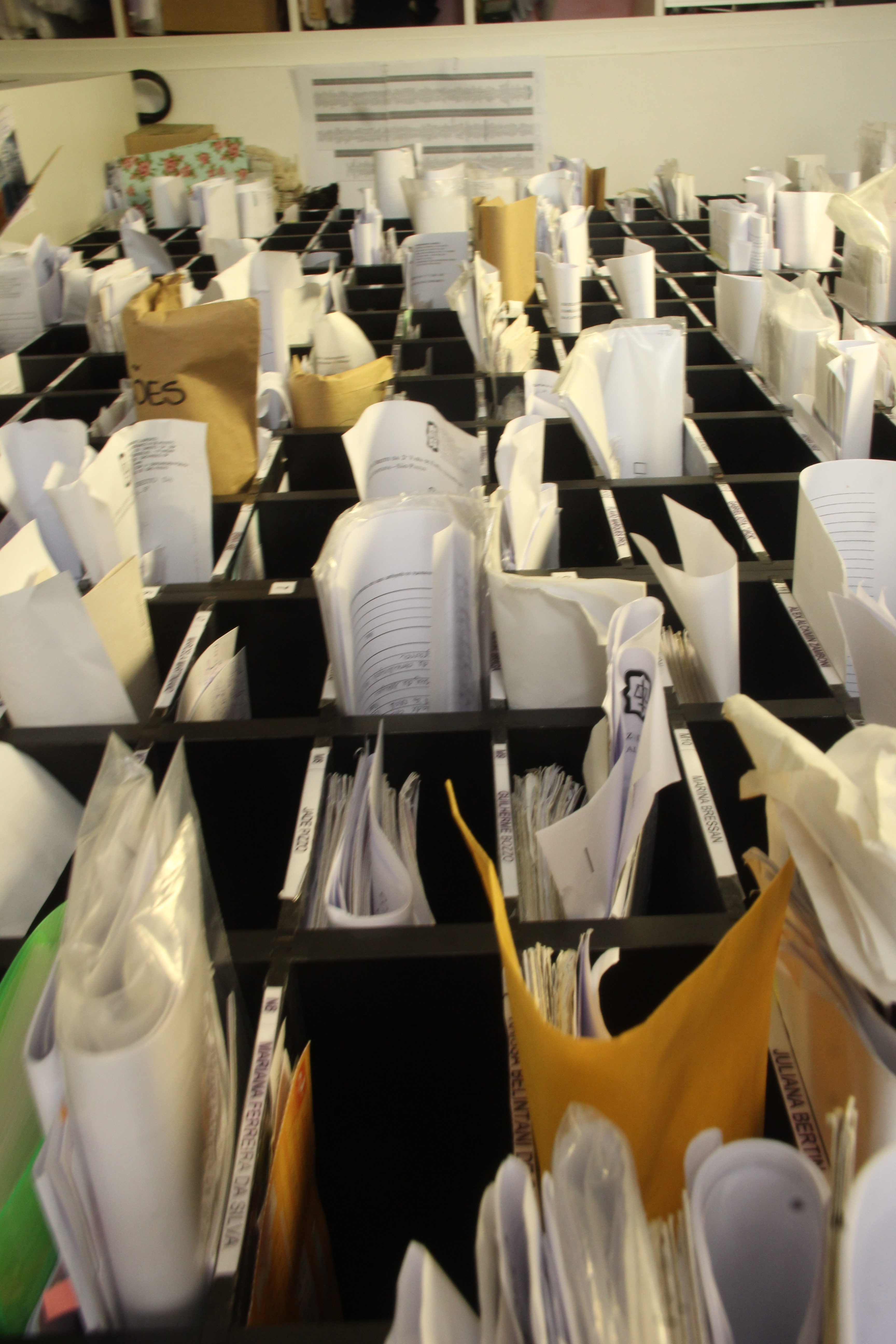
Escaninhos das estagiárias e estagiários plantonistas do Departamento

O grande foco de atendimento do DJ são as orientações jurídicas gratuitas, prestadas às pessoas que demonstrarem hipossuficiência socioeconômica através de triagem realizada pela instituição. O assistido do Departamento que satisfizer tais requisitos, após contato preliminar realizado por um aluno do primeiro ano, será encaminhado ao atendimento promovido por um estagiário plantonista, que lhe esclarecerá suas dúvidas jurídicas, explicando-lhe as facetas dos direitos questionados e as possibilidades de solução de conflitos levados a seu conhecimento. São fornecidas, em média, cinco orientações jurídicas diariamente.

### Mediação
O Departamento Jurídico XI de Agosto, em parceria com o Instituto de Mediação e Arbitragem Brasileiro (IMAB), também oferece, gratuitamente, o serviço de mediação. A mediação é uma forma de resolver conflitos sem que seja necessário ingressar com uma ação judicial. Para tanto, há a atuação do mediador, um terceiro imparcial que facilita o diálogo entre as partes de modo que estas cheguem à melhor solução consensualmente.

## Presidentes (a partir de 1947, com a reorganização)
1947 – Flávio Cieto Giovanni Trombetti
1948 – Francisco Lourenço de Assis Cintra
1949 – Emílio Adolfo Corrêa Meyer
1950 – Naum Rottemberg
1951 – Cícero Heleno Sampaio Arruda
1952 – Hermógenes Troiano
1953 – Plínio Soares de Arruda Sampaio e, depois, Théo Escobar
1954 – Setembrino Viard de Campos
1955 – Laudo Vella
1956 – José Leal de Rezende
1957 – Miguel Aldrovando Aith
1958 – Mário Lima
1959 – 
1960 – Fauze Sallum
1961 – 
1962 – 
1963 – 
1964 – 
1965 – 
1966 – 
1967 – 
1968 – 
1969 – Fernando Albino de Oliveira
1970 – Airton Esteves Soares
1971 – 
1972 – 
1973 – 
1974 – Percival Menon Maricato
1975 – Percival Menon Maricato
1976 – Cyro Kusano
1977 – Antonio Kanji Hoshikawa
1978 – Dejair Passerine da Silva
1979 – Antonio Roberto Sandoval Filho
1980 – Ricardo da Cunha Melo
1981 – João Batista Rodrigues de Andrade
1982 –
1983 –
1984 –
1985 – Noemi Correa
1986 – William Sebastião Bedone
1987 – Augusto Tavares Rosa Marcacini
1988 – Alexandre Coelho
1989 – Hertha Helena Rollemberg Padilha
1990 – Eduardo Rezende Melo
1991 – João Luiz Pereira
1992 – Vivian Wipfli
1993 – Regina Ribeiro da Silva
1994 – Mônica Yoshizato
1995 – Sang Duk Kim
1996 – Leandro Bakowski
1997 – Ana Carolina Yoshida Hirano
1998 – Débora Sotto
1999 – Humberto Monteiro da Costa
2000 – Adjair de Andrade Cintra
2001 – Rodrigo Ribeiro de Sousa
2002 – Carolina Dzimidas Haber
2003 – Rafael Soares da Silva Vieira
2004 – Igor Fortes Catta Preta
2005 – Fábio Cordeiro Villar
2006 – Vânia Medeiros de Oliveira
2007 – Adriano Pinheiro Machado Buosi
2008 – Danilo Carlotti (renunciou) 
2009 – Fernando Mangianelli Bezzi
2010 – Giordano Morangueira Magri
2011 – Marilia Bartolomei Bortolotto
2012 – Daniel Paulo Fontana Bragagnollo ("Cosmó")
2013 – Octavio Sampaio de Moura Azevedo ("Oc")
2014 – Ariel Engel Pesso
2015 – Anna Paula Yazaki Sun
2016 – Caroline Guimarães
2017 – Marina Silva Meira
2018 – Beatriz Giadans Corbillon Garcia Martins
2019 – João Francisco Aguiar
2020 – Maria Carolina Ferrari
2021 – João Carlos Sire Salgado
2022 – Eduarda Marconi
2023 – Giulia Togashi Roselli
2024 – Bruna Paschoal Corrêa de Barros
2025 – Gabriela Orem da Silva

## Advogados e Advogadas Orientadores
- Adjair de Andrade Cintra
- Adriano Nunes Carrazza
- Aida Vera Foglio
- Alexandre Henrique Podadera De Chiara
- Alice Soares Ferreira
- André Ferreira
- André Luis Bergamaschi (atual)
- Antonio Aith
- Antonio F. Inocêncio Neto
- Augusto T. Rosa Marcacini
- Beatriz Giadans Corbillon Garcia Martins
- Caio Sasaki Godeguez Coelho
- Camilla de Vilhena Bemergui
- Carina Quito
- Carolina Dzimidas Haber
- Carolina Suwa Saad
- David Foot
- Dimitri Brandi de Abreu
- Eduardo Pizarro Carnelós
- Ellis Feigenblatt  (atual)
- Fernanda Tartuce Silva  (atual)
- Fernando Mangianelli Bezzi  (atual)
- Fernando Muniz Shecaira  (atual)
- Fernando Toffoli de Oliveira
- Graziela Jurça Fanti  (atual)
- Graziella dos Santos Dias
- Guilherme Silveira Teixeira
- Helena Rosa Rodrigues Costa  (atual)
- Hélio Pitinga de Cerqueira
- Humberto Luiz D’Urso
- Igor Fortes Catta Preta
- Jaime Kawas
- João Francisco de Aguiar Coelho  (atual)
- José Antonio Dias Toffoli
- Juliana Costa Hashimoto Bertin (atual)
- Lívia Boruchovitch Fonseca (atual)
- Lucas da Silva Bettim (atual)
- Luiz F. Beraldo
- Manuela Schreiber S. e Sousa
- Maria Cecília de Araujo Asperti (atual)
- Maria Inês Miya Abe
- Maria Lima Maciel (atual)
- Mário Henrique Ditticio
- Miguel Aldrovando Aith
- Nazário C. de Medeiros
- Paulo Gerab
- Pedro Arthur Unger
- Pedro Lúcio Lyra
- Rafael Soares da Silva Vieira
- Rodrigo Ribeiro de Sousa (atual)
- Sara Soares Fogolin (atual)
- Telmila do Carmo Moura (atual)
- Thales Gomes da Silva Coimbra (atual)
- Tiago Rossi
- Victoria Catalano Corrêa Guidette (atual)

## Antigos membros de renome no mundo jurídico
- Ivette Senise Ferreira (ex-diretora e professora titular da FDUSP)
- Sylvia Steiner (ministra do Tribunal Penal Internacional)
- José Carlos Dias (ex-secretário de Justiça de São Paulo e ex-Ministro da Justiça)
- Sérgio Salomão Shecaira (professor titular da FDUSP)
- Otávio Pinto e Silva (professor associado da FDUSP)
- Eduardo Tomasevicius Filho (professor doutor da FDUSP)
- Plínio de Arruda Sampaio (promotor público de carreira e político, candidato à Presidência da República em 2010)
- José Antonio Dias Toffoli (ministro do Supremo Tribunal Federal)
- Antônio Magalhães Gomes Filho (ex-diretor e professor titular da FDUSP)
- José Rogério Cruz e Tucci (ex-diretor e professor titular da FDUSP)
- Walter Piva Rodrigues (desembargador do TJSP, professor doutor da FDUSP e atual orientador da extensão)
- Carlos Alberto Salles (desembargador do TJSP e professor associado da FDUSP)
- Mariângela Gama de Magalhães Gomes (professora associada da FDUSP e ex-presidente do IBCCRIM)
- Ana Elisa Liberatore Silva Bechara (professora titular da FDUSP)
- Fernando Capez (deputado estadual e promotor licenciado)

## Curiosidades

### Endereços do Departamento Jurídico "XI de Agosto"
1919-1946: Largo São Francisco, 95 (Faculdade de Direito)
1947-1954: Rua Santa Teresa, 28, 11º andar, sala 1106
1954-1959: R. Quintino Bocaiúva, 255, 5ª sobreloja
1959-hoje: Praça João Mendes, 62, 17º andar